# Paradis fiscal
Paradis fiscal este un termen generic care definește un stat, o țară sau un teritoriu care practică impozite de nivel redus sau chiar zero, oferind în același timp o legislație stabilă, condiții economice bune și o rată scăzută a corupției, inclusiv pentru sursele de venituri străine, respectiv, o țară care încurajează prin politica sa fiscală exercitarea pe teritoriul ei a anumitor activități economice specifice.
Conceptul modern de paradis fiscal a apărut în 1926, când micul stat Liechtenstein a adoptat o lege de autorizare pentru a atrage capital străin.
Paradisurile fiscale sunt folosite, mai ales, pentru inginerii financiare cum ar fi neplata TVA sau efectuarea de importuri fictive. Estimări recente apreciază că, din cauza crizei, 70% din tranzacțiile pe plan mondial se fac prin intermediul sistemului offshore.
Organizația pentru Cooperare și Dezvoltare Economică (OECD) a constat că în lume există treizeci și cinci de paradisuri fiscale. Cele mai cunoscute „paradisuri fiscale” erau Andorra, Insulele Virgine Britanice, Seychelles, Insulele Cayman, Luxemburg, Cipru sau Malta. În toate aceste state, legislația permite înființarea așa numitelor firme „offshore”. Acestea profită de diferențele de legislație fiscală dintre două sau mai multe țări, sunt utilizate pentru spălarea banilor obținuți ilegal sau, cel puțin, pentru evaziune fiscală.
Cel mai mare paradis fiscal al comunității europene este Marele Ducat de Luxemburg, unde funcționează 141 de bănci din 26 de țări, aducându-i reputația de oază fiscală sigură.
În urma presiunilor internaționale, unele dintre aceste state au fost obligate să-și modifice legislația.
Deoarece definiția unui paradis fiscal este foarte laxă, România, cu cota unică de impozitare a veniturilor de 16%, ar putea fi considerată un paradis fiscal pentru Germania, unde nivelul maxim de impozitare ajunge la 42%.

## Stimuli

### Prosperitate
În mai multe lucrări de cercetare, James R. Hines Jr. a arătat că paradisurile fiscale erau de obicei națiuni mici, dar bine guvernate, iar statutul de paradis fiscal adusese o prosperitate semnificativă.
În 2009, Hines și Dharmapala sugereau că aproximativ 15% dintre țări sunt paradisuri fiscale, dar se întrebau de ce mai multe țări nu deveniseră paradisuri fiscale având în vedere prosperitatea economică observabilă pe care o puteau aduce. Hines și Dharmapala au concluzionat că guvernarea era o problemă majoră pentru țările mai mici în încercarea lor de a deveni paradisuri fiscale. Doar țările cu o guvernare puternică și legislație de încredere pentru corporațiile și investitorii străini aveau șanse să devină paradisuri fiscale.

### PIB per capita
Paradisurile fiscale au scoruri mari la PIB-ul pe cap de locuitor, deoarece statisticile economice „principale” sunt artificial crescute de fluxurile de capital. Excluzând națiunile producătoare de petrol și gaze, paradisurile fiscale axate pe corporații sunt primele locuri în clasamentele PIB-ului pe cap de locuitor. Cercetările asupra paradisurilor fiscale sugerează că un scor mare la PIB-ul pe cap de locuitor, în absența unor resurse naturale semnificative, este un indicator important pentru un paradis fiscal.
Transacția „economia leprechaun” a Apple din primul trimestru al anului 2015 în Irlanda a fost un exemplu dramatic, care a determinat Irlanda să abandoneze măsurarea PIB-ului și a PIB-ului național brut (PNB) în februarie 2017, în favoarea unui nou indicator, venitul național brut modificat (GNI*).
Inflația artificială a PIB-ului poate atrage capital străin subevaluat, generând astfel perioade de creștere economică mai puternică. Totuși, creșterea utilizării capitalului împrumutat duce la cicluri de credit mai severe, în special atunci când natura artificială a PIB-ului devine evidentă pentru investitorii străini.

### Acceptare
În 2018, economistul cunoscut în domeniul paradisurilor fiscale, Gabriel Zucman, a arătat că majoritatea disputelor fiscale corporative au loc între jurisdicțiile cu impozite mari și nu între jurisdicțiile cu impozite mari și cele cu impozite mici. Cercetările lui Zucman (și ale altor autori) au arătat că disputele cu paradisuri fiscale majore precum Irlanda, Luxemburg și Olanda sunt, de fapt, destul de rare.

## Măsuri de combatere
Diferitele măsuri de combatere pe care jurisdicțiile cu impozite mai mari le-au luat împotriva paradisurilor fiscale pot fi grupate în următoarele tipuri:
- Transparență. Acțiuni care promovează vizibilitatea entităților care operează în paradisul fiscal, incluzând schimbul de date și informații.
- Liste negre. Un instrument coercitiv utilizat atât de OCDE, cât și de UE pentru a încuraja paradisurile fiscale să coopereze cu inițiativele lor de transparență.
- Specifice. Seturi de acțiuni legislative și/sau reglementare țintite pe problemele specific identificate în legătură cu paradisurile fiscale.
- Fundamentale. Când jurisdicțiile cu impozite mai mari efectuează o reformă a sistemelor lor de impozitare pentru a elimina stimulentele de a utiliza paradisurile fiscale.
- Internaționale. Când mai multe țări decid să schimbe baza impozitării corecte.

## Călător perpetuu
Calătorul perpetuu (în engleză, perpetual traveler, abreviat PT) sau turist permanent este o persoană care își bazează diferite aspecte ale vieții în diverse țări, fără a petrece prea mult timp într-un singur loc. Acesta pornește de la convingerea că astfel poate reduce taxele, evita obligațiile civice și crește libertatea personală. Prin lipsa statutului de rezident legal permanent, teoretic, se pot evita obligațiile legale asociate rezidenței, cum ar fi taxele pe venit și active, contribuțiile la asigurările sociale și serviciul militar.

### Teoria steagurilor
Analistul financiar Harry D. Schultz a formulat Teoria celor Trei Steaguri care propune ca o persoană să aibă un al doilea pașaport, o adresă într-un paradis fiscal și active păstrate în afara țării de origine. Ulterior, ideea a fost extinsă la Cinci Steaguri, incluzând un loc pentru a câștiga bani și un loc pentru recreere.
1. Pașaport și cetățenie - într-o țară care nu taxează veniturile obținute în afara granițelor și nu impune restricții asupra acțiunilor individului
2. Rezidență fiscală legală - într-un paradis fiscal
3. Bază de afaceri - unde se obțin veniturile, ideal într-o țară cu taxe corporative reduse
4. Paradis de active - unde se păstrează banii, ideal într-o jurisdicție cu impozite mici pe venituri pasive și câștigurile de capital
5. Locuri de recreere - unde se cheltuie banii, ideal într-un loc cu taxe de consum reduse.

## Listă a paradisurilor fiscale
1. Irlanda
2. Singapore
3. Olanda
4. Regatul Unit
5. Elveția
6. Luxemburg
7. Hong Kong
8. Taiwan
9. Malta
10. Jersey
11. Insula Man
12. Insulele Virgine Britanice
13. Bermuda
14. Insulele Cayman
15. Gibraltar
16. Mauritius
17. Curaçao
18. Liechtenstein
19. Bahamas
20. Samoa